# 金川阔蕊兰
金川阔蕊兰（学名：Peristylus jinchuanicus）为兰科阔蕊兰属下的一个种。

## 扩展阅读
- 維基物種上的相關：金川阔蕊兰